# Stazione di Dogato
La stazione di Dogato è una stazione ferroviaria di superficie della ferrovia Ferrara-Codigoro, nonché capolinea della ferrovia Portomaggiore-Dogato. Ubicata nel territorio del comune di Ostellato, serve la frazione di Dogato e le zone rurali circostanti.
È gestita da Ferrovie Emilia Romagna (FER).

## Strutture e impianti
La struttura è costituita da un unico fabbricato viaggiatori, mentre il piazzale del ferro è dotato di due binari. È inoltre presente uno scalo merci servito da un unico binario tronco.

## Movimento
La stazione è servita da treni regionali svolti da Trenitalia Tper nell'ambito del contratto di servizio stipulato con la regione Emilia-Romagna.
A novembre 2019, la stazione risultava frequentata da un traffico giornaliero medio di circa 90 persone (42 saliti + 48 discesi).